# Circuit de la Sarthe 2014
El Circuit de la Sarthe 2014 va ser la 62a edició del Circuit de La Sarthe. La cursa es disputà en quatre etapes, una d'elles dividida en dos sectors, entre el 8 i l'11 d'abril de 2014, amb inici a Saint-Jean-de-Monts i final a La Ferté-Bernard. La cursa formà de l'UCI Europa Tour, amb una categoria 2.1.
El vencedor final fou el lituà Ramūnas Navardauskas (Garmin-Sharp), que s'imposà per catorze segons al seu company d'equip Rohan Dennis, vencedor de la classificació dels joves. En tercera posició, completant les places de podi, finalitzà el francès Julien Simon (Cofidis). Navardauskas basà la victòria final en guanyar la quarta etapa, la reina, i d'aquesta manera aconseguia la seva primera victòria en una cursa per etapes.
En les altres classificacions, Thomas Sprengers (Topsport Vlaanderen-Baloise) guanyà la muntanya, Nacer Bouhanni (FDJ)els punts i el Garmin-Sharp la classificació per equips.

## Equips
L'organització comunicà la llista dels 18 equips convidats el 5 de febrer de 2014. D'aquests, deu eren World Tour i vuit equips continentals professionals:
equips World TourAG2R La Mondiale, BMC Racing Team, Team Europcar, FDJ, Garmin-Sharp, Giant-Shimano, Team Katusha, Movistar Team, Team Tinkoff-Saxo, Trek Factory Racing
equips continentals professionalsGW Erco Shimano, Bretagne-Séché Environnement, Cofidis, Colombia, IAM Cycling, NetApp-Endura, Topsport Vlaanderen-Baloise, Wanty-Groupe Gobert

## Etapes
| Etapa | Data       | Recorregut                                    |                           | Km    | Vencedor d'etapa           | Líder de la general        |
| ----- | ---------- | --------------------------------------------- | ------------------------- | ----- | -------------------------- | -------------------------- |
| 1a    | 8 d'abril  | Saint-Jean-de-Monts - Saint-Géréon            | Etapa plana               | 197,2 | Nacer Bouhanni (FRA)       | Nacer Bouhanni (FRA)       |
| 2a A  | 9 d'abril  | Ancenis - Angers                              | Etapa plana               | 88,3  | Jonas Ahlstrand (SWE)      | Nacer Bouhanni (FRA)       |
| 2a B  | 9 d'abril  | Angers - Angers                               | Contrarellotge indiviudal | 6,9   | Alex Dowsett (GBR)         | Alex Dowsett (GBR)         |
| 3a    | 10 d'abril | Angers - Pré-en-Pail                          | Etapa trencacames         | 196,2 | Ramūnas Navardauskas (LTU) | Ramūnas Navardauskas (LTU) |
| 4a    | 11 d'abril | Le Mans (Abadia de l'Épau) - La Ferté-Bernard | Etapa plana               | 184,8 | Axel Domont (FRA)          | Ramūnas Navardauskas (LTU) |

## Classificació final
|    | Ciclista                   | Equip                        | Temps       |
| -- | -------------------------- | ---------------------------- | ----------- |
| 1  | Ramūnas Navardauskas (LTU) | Garmin-Sharp                 | 16h 28' 03" |
| 2  | Rohan Dennis (AUS)         | Garmin-Sharp                 | + 14"       |
| 3  | Julien Simon (FRA)         | Cofidis                      | + 17"       |
| 4  | Anthony Roux (FRA)         | FDJ                          | + 18"       |
| 5  | Anthony Delaplace (FRA)    | Bretagne-Séché Environnement | + 22"       |
| 6  | Arnaud Gérard (FRA)        | Bretagne-Séché Environnement | + 22"       |
| 7  | Mathias Frank (SUI)        | IAM Cycling                  | + 27"       |
| 8  | Steve Cummings (GBR)       | BMC Racing Team              | + 30"       |
| 9  | Jesús Herrada (ESP)        | Movistar Team                | + 30"       |
| 10 | Fabio Felline (ITA)        | Trek Factory Racing          | + 32"       |

## Evolució de les classificacions
| Etapa  | Vencedor             | Classificació general | Classificació per punts | Classificació de la muntanya | Classificació dels joves | Classificació per equips |
| ------ | -------------------- | --------------------- | ----------------------- | ---------------------------- | ------------------------ | ------------------------ |
| 1      | Nacer Bouhanni       | Nacer Bouhanni        | Nacer Bouhanni          | Thomas Sprengers             | Nacer Bouhanni           | AG2R La Mondiale         |
| 2      | Jonas Ahlstrand      | Nacer Bouhanni        | Nacer Bouhanni          | Thomas Sprengers             | Nacer Bouhanni           | Movistar Team            |
| 3      | Alex Dowsett         | Alex Dowsett          | Nacer Bouhanni          | Thomas Sprengers             | Rohan Dennis             | Garmin-Sharp             |
| 4      | Ramūnas Navardauskas | Ramūnas Navardauskas  | Nacer Bouhanni          | Marco Minnaard               | Rohan Dennis             | BMC Racing Team          |
| 5      | Axel Domont          | Ramūnas Navardauskas  | Nacer Bouhanni          | Thomas Sprengers             | Rohan Dennis             | Garmin-Sharp             |
| 0Final | 0Final               | Ramūnas Navardauskas  | Nacer Bouhanni          | Thomas Sprengers             | Rohan Dennis             | Garmin-Sharp             |